# Ємельяновка (Яйський округ)
Ємелья́новка (рос. Емельянока) — присілок у складі Яйського округу Кемеровської області, Росія.

## Населення
Населення — 251 особа (2010; 313 у 2002).
Національний склад (станом на 2002 рік):
- росіяни — 99 %